# Ratpenat papallona kenyà
El ratpenat papallona kenyà (Glauconycteris kenyacola) és una espècie de ratpenat de la família dels vespertiliònids que només es troba a Kenya.